# 佐藤望実
佐藤 望実（さとう のぞみ、1994年9月14日 - ）は、日本の元男子バレーボール選手である。

## 来歴
埼玉県松伏町出身。家族の影響で中学2年生からバレーボールを始めた。
花咲徳栄高等学校、中央学院大学を経て、2016/17シーズン、V・プレミアリーグ（当時のVリーグ1部リーグ）に所属するFC東京の内定選手となった。
2017年、大学卒業後に、FC東京に入団した。入団1シーズン目となる2017/18シーズンにV・プレミアリーグの試合に出場し、Vリーグデビューを果たした。
2022年、2021-22シーズン終了をもって現役を引退した。

## 所属チーム
- 花咲徳栄高等学校（2010-2013年）
- 中央学院大学（2013-2017年）
- FC東京（2017-2022年）